# URL重寫
URL重寫（英語：URL Rewriting）是一種REST的相關技術，它可以在Web Server中，針對使用者所提供的URL進行轉換後，再傳入Web Server中的程式處理器。

## 範例
最常見的用法，就是將一組URL階層字串，轉換成帶有查询字符串(query string)的URL，或是反向轉換，例如：
http://www.somebloghost.com/Blogs/Posts.php?Year=2006&Month=12&Day=10
經過URL重寫後，可以變成：
http://www.somebloghost.com/Blogs/2006/12/10/
另一個例子，下面的URL：
http://www.somehost.com/Blogs/2006/12/
經過URL重寫後，可轉換成：
http://www.somehost.com/Blogs.aspx?year=2006&month=12
因此，使用者可以使用較直覺的方式來輸入URL（這也是REST的主要目的），是搜尋引擎最佳化（SEO）的作法之一。而應用程式開發者可以利用這個機制來將參數隱藏起來，可避免讓網路上的惡意使用者收集到有利於發動攻擊的資訊。

## 支援URL Rewriting的處理引擎

### Apache HTTP Server
- mod_rewrite （页面存档备份，存于），Apache官方的URL Rewriting模組
- mod_alias（页面存档备份，存于），Apache 1.3的URL別名模組

### Microsoft Internet Information Server(IIS)
- URL Rewrite Module for IIS 7.0，由微軟官方發展
- IIS Mod-Rewrite。
- IISRewrite。
- ISAPI_Rewrite （页面存档备份，存于）。
- URL Replacer （页面存档备份，存于）。
- Ionic's ISAPI Rewrite Filter (IIRF)，無須 .NET，免費的開放原始碼元件。
- .NET URL Rewriter and Reverse Proxy，免費的 URL Rewriting 與反向代理元件，支援 .NET 2.0/3.5，IIS 6.0/7.0。
- VirtualUrl.NET。
- UrlRewriter.NET （页面存档备份，存于），免費的開放原始碼元件，支援.NET 1.1/2.0。
- URLRewriting.NET，免費的開放原始碼元件，ASP.NET 2.0適用。
- VirtualUrl.NET for ASP.NET 2。

### J2EEServlet
- HttpRedirectFilter （页面存档备份，存于）（開放原始碼）。
- UrlRewriteFilter （页面存档备份，存于）（開放原始碼-BSD）。

### Lighttpd(lighty)
- mod_rewrite （页面存档备份，存于）（lighttpd是一套開放原始碼的網頁伺服器）。

## 參见
- REST
- URL
- J2EE
- ASP.NET
- 縮址

## 外部連結
- ASP.NET: URL Rewriting （页面存档备份，存于）
- apache mod_rewrite - URL Rewriting
- Java Servlet: URL Rewriting （页面存档备份，存于）